# Tumbas de Chacoma
Las Tumbas de Chacoma, también conocido como Necrópolis de Chacoma, son una necrópolis con cámaras mortuorias subterráneas en Bolivia, hallada en 2017 en la región del Altiplano. Se encuentra cerca a las localidades de Chacoma y Mazo Cruz, ubicadas en el municipio de Viacha de la provincia de Ingavi en el departamento de La Paz. Debido a la composición de las tumbas en forma de cuevas subterráneas, las Tumbas de Chacoma son consideradas únicas en la arqueología de Bolivia. El yacimiento arqueológico de Chacoma llama la atención también presenta una diferencia con el reconocido patrón de enterramiento en torres funerarias, llamadas chullpas o chullpares.
En el yacimiento arqueológico se encontraron cuatro tumbas colectivas, que contenían fardos funerarios con restos humanos cubiertos por telas y objetos, aproximadamente de la segunda mitad del siglo XV, y que habrían pertenecido al Señorío pacajes. Entre los objetos encontrados dentro de los fardos habían vasijas de cerámica y metal, así como tallas de madera y piedra. En una de las tumbas subterráneas se registraron 108 individuos.Debido al deterioro biológico, así como a la humedad de las cámaras en la tumba y la salinización a lo largo de los siglos, los restos humanos estaban prácticamente desintegrados al momento de la excavación.
El hallazgo fortuito de la necrópolis fue resultado de una actividad de explotación minera a cargo de la empresa Especialistas en Minerales Calizos S.A. (Esmical). La empresa arqueológica Scientia fue la autorizada para la excavación,cuyo equipo de arqueólogos estuvo conformado por Wanderson Esquerdo, Jédu Sagárnaga y Vir Patzi. El 8 de noviembre de 2018 el hallazgo fue anunciado por el Ministerio de Culturas y Turismo, llamándolo "único y sin precedentes". En mayo de 2019, el Ministerio de Culturas y la empresa arqueológica Scientia entregaron al Gobierno Municipal de Viacha más de 300 piezas arqueológicas, entre restos humanos y objetos líticos, metálicos, cerámicas y maderas. Así mismo, se analizó la posibilidad de crear un museo especializado.